# 中央式底火

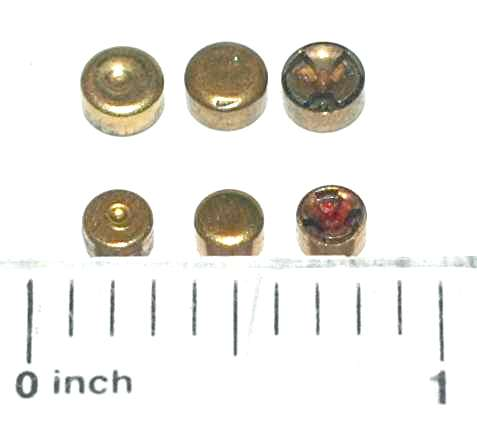
「拳師式」中央式底火；上排為大型底火，下排為小型底火。從左至右為「使用後」，「使用前」，以及內側，在內側的三葉瓣的中央就是击砧（anvil）。

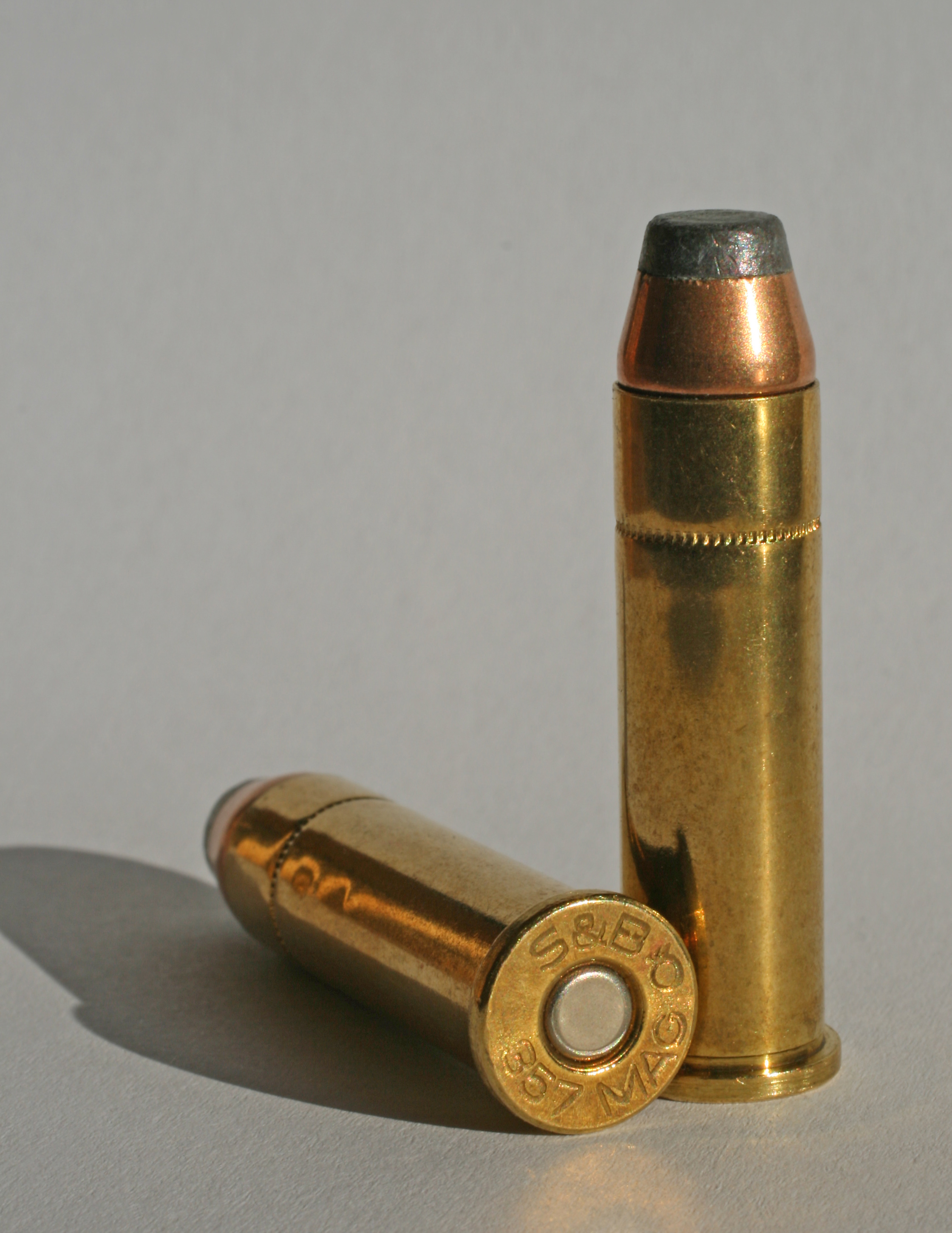
採用中央式底火的.357直壁式凸緣麥格農子彈（rimmed，wall shell，.357 Mag cartridge）；彈頭為平軟頭型（flat-nosed softpoint）空尖彈，左邊彈殼底板中央銀白色的金屬即為底火杯。

中心底火（Centerfire）是兩大底火形式中其中一種型態的底火，使用這種底火的子彈則稱為中央式底火子彈（centerfire ammunition）。底火中的汞鹽引爆藥位於彈殼底部中央的底火杯內，靠撞針「撞擊」彈殼底部中心的底火杯而爆炸擊發子彈。另外一種所謂凸緣式底火則是靠擊槌「打擊」彈殼底部的底板（包括外緣）達成擊發；兩者主要差異在此。

## 特徵
「中央式底火」比起針式底火與凸緣式底火有以下优点：第一，彈殼可以回收重新使用（一般只回收「拳師式」底火彈殼）；第二，彈殼不用受到底火特性的制約。「凸緣式底火」已經證明不適用於大口徑或高單位裝藥量的子彈，因為要讓擊槌成功擊發底火，彈殼不能太厚，然而對於擊發大口徑或高單位裝藥量的子彈時容易發生彈殼破裂而造成射手燒燙傷的可能；「針式底火」更不可能用於彈匣，很可能在將子彈進行裝填的時候就引發走火，炸傷射手的手指與手掌。

## 種類與構造
中央式底火主要分为兩種：
博科萨式底火（Boxer primer，又译作拳师式底火）：這種底火由英国皇家兵工厂厂长爱德华·博科萨（Edward Mounier Boxer）上校于1866年发明，是一种鑲嵌在彈殼底部的迷你雷管，看上去像是包有火药的饼状物。底火被撞針冲擊的部位叫做击砧（anvil），撞針冲撞击砧而引發爆炸，繼而點燃無煙火藥燃燒產生气体，最後將彈頭推出去。
伯丹式底火（Berdan primer）：這種底火由北軍海蘭·伯丹（Hiram Berdan）上校於1870年發明，像是個迷你小碗反扣在彈殼底板中央，扣住的內部就含有火藥；不同於博科萨式底火，柏丹式底火的擊砧就是彈殼本身，撞針冲撞在這個反扣的碗底，碗底向內凹入引發火藥爆炸，爆炸的威力從彈殼底部的兩個小孔傳遞進入彈殼內部引起火藥燃燒，進而完成擊發的程序。（見.50BMG柏丹式底火彈殼 （页面存档备份，存于））

## 彈殼回收
人们通常傾向于回收「拳師式」底火的彈殼，因为回收時更换底火非常方便：只要用冲子對準彈殼底端中央再用槌子一敲就可以将旧底火卸下，进而安装新底火。而回收柏丹式底火时，最麻煩就是要從彈殼的頸部將特製的沖子對準底部，然後用底火針（Decapping Pin，又译作顶壳针）頂開底火扣與彈殼，完成去除底火的工程。然而这一工序很容易傷到击砧：如果沒有對準就敲击底火针，彈殼底的击砧座就報廢了。這種底火在美國流行了大约20年就消失了，主要就是因为不容易更換底火的缘故。（見柏丹式底火去除工具 （页面存档备份，存于））

## 其他
很諷刺的是，柏丹式底火起源於北美洲，發揚於歐洲；拳師式底火源起於歐洲，在北美洲大行其道（"Ironically, the Boxer primer is a European invention, and the Berdan primer is an American invention.")

## 相關資訊
- 手槍子彈列表
- 步槍子彈列表
- 凸緣式底火
- 針式底火
- 子彈

## 外部參考
- A Cartridge Collector's Glossary（页面存档备份，存于）